# ظهيرة الذراع
ظهيرة الذراع هو موقع أثري يقع ضمن شبه جزيرة اللسان في الزاوية الجنوبية الشرقية من شاطئ البحر الميت وينخفض 180م عن مستوى سطح البحر، وتقدر مساحته بحوالي 2000 م2، نقب فيه فيليب إدواردز عام 1999 بالتعاون مع دائرة الآثار العامة الأردنية (البزور 2003: 58).
عثر في الموقع على 17 جدار منحني في أماكن متفرقة بالإضافة إلى مجموعة من الأدوات الحجرية وآثار حفر تخريبية.
وكشفت الحفريات عن أجزاء من ثلاثة بيوت دائرية كبيرة الحجم وهي
- Structure 1: يتكون من جدار منحني يطوق مبنى شبه دائري وبعكسه جدار آخر منحني أيضا وكلاهما مبنيان من حجارة بيضوية الشكل يربطها الملاط الطيني، وعثر أيضا على أجزاء من أرضية مجصصة.
- Structure 2: يتألف من جدار منحني طوله 6.5 م، مبني من ثلاثة مداميك حجرية بارتفاع 40 سم، وبعكسه جدار آخر بشكل قوسي.
- Structure 3: عثر بداخله على موقد، وأدوات منها المكاشط والمعاول والمثاقب والمسننات ...إلخ.

يتضح مما سبق أن مباني هذا الموقع كبيرة الحجم، دائرية الشكل ومتقاربة ويربطها الملاط الطيني، واحتوت أرضياتها على مواقد، اعتمد سكانها على الحبوب البرية في معيشتهم، واستخدموا أدوات الطحن، واعتمدوا على صيد الغزلان والماعز والأغنام (البزور 2003: 58-59).